# 疏勒县
疏勒县（維吾爾語：يېڭىشەھەر ناھىيىسى‎，拉丁维文：Yëngisheher nahiyisi）是中国新疆维吾尔自治区喀什地区下辖的一个县，位于新疆西部，喀什市以南。
古代西域绿洲城邦-疏勒国之地，直到中世纪当地主要居民仍属印欧人种的伊朗系的塞种人，似操东伊朗语系的分支语言-塞语。自10世纪以后，外来的游牧民族开始迁居于此并开始占据优势。后来，当地居民的人种和语言因为回鹘人的统治而逐渐回鹘化。

## 名称
“疏勒”之名音译自东伊朗语系的塞语，意为“新城子”，其中“疏”对应汉语“城子”，“勒”对应汉语“新”。塞语曾是疏勒的本土主要语言，后逐渐被回鹘语取代。近现代通用维吾尔语，疏勒的维吾尔语名称是Yengi Sheher，含义为“新城子”。与其相对的，疏附县的汉语名“疏附”和维语名“Kona Sheher”则意为“老城子”。

## 历史
西汉时，疏勒王国国力不强；到了東漢，更一度受到龜茲的控制。班超出使西域，亦長期以疏勒為根據地。
到了三国时代，疏勒兼并桢中、莎车、竭石、渠沙等十二国，与龟兹、于阗、焉耆、鄯善并为西域大国。
到了2世纪，贵霜王迦膩色伽一世於疏勒大力传播佛教。
國王姓裴氏，於唐朝時也曾向唐太宗奉獻音樂人才。疏勒屬於唐朝的安西四鎮之一，唐朝任命其國王為都督府長官，同時派漢人擔任屬下。盛时辖境包括今新疆喀什、疏勒、疏附、伽师、英吉沙、岳普湖、阿图什、乌恰、阿克陶、塔什库尔干等县市。都疏勒城，唐称迦师城（今地不明）。
6世纪中叶以后，被突厥控制，每年向其纳贡。
658年，唐平定西突厥阿史那贺鲁之乱，以疏勒为安西四镇之一，隶属安西都护府。疏勒王室与唐往来密切。后来，为吐蕃所占领。
宋代以后，疏勒主要处在西迁的突厥族葛逻禄部和以后到来的一部分回鹘部的控制之下。

## 人口
2020年末，根据第七次人口普查数据显示：全县常住人口为355544人。

## 行政区划
疏勒县下辖3个镇、12个乡：
疏勒镇、罕南力克镇、牙甫泉镇、巴仁乡、洋大曼乡、亚曼牙乡、巴合齐乡、塔孜洪乡、英尔力克乡、库木西力克乡、塔尕尔其乡、艾尔木东乡、阿拉力乡、阿拉甫乡和英阿瓦提乡。

## 交通
- 315国道过境。

## 其它
- 阿丽米罕·色依提